# Ryukyu Golden Kings
Il Ryukyu Golden Kings (琉球ゴールデンキングス) è una società cestistica avente sede a Okinawa, in Giappone. Fondata nel 2007, gioca in B.League, il massimo livello del campionato giapponese.

## Storia
Nel dicembre del 2005, nella città di Okinawa iniziarono le attività per creare una squadra di pallacanestro professionistica, che rappresentate la città e l'arcipelago delle Ryūkyū; nell'ottobre del 2006 vennero concluse le pratiche per la partecipazione alla Bj League e nacque la Okinawa Basketball Co., compagnia che doveva gestire la nuova squadra che assunte la denominazione di Ryukyu Golden Kings .
La squadra ha fatto il suo esordio nella Bj league 2007-2008 ed ha giocato nel campionato fino alla sua ultima edizione nella stagione 2015-2016, riuscendo a vincere il campionato per quattro volte, conquistandosi così la nomina di squadra più titolata della storia della Bj league. Il primo titolo è arrivato al termine della stagione 2008-2009, i Kings vinsero 12 partite consecutive all'inizio della stagione e 41 delle 52 gare di stagione regolare. Nelle semifinali dei playoff, hanno sconfitto gli Osaka Evessa, campioni in carica per tre anni consecutivi, e meno di 24 ore dopo, hanno conquistato il loro primo titolo della Bj league, battendo i Tokyo Apache per 89-82 nella finalissima.

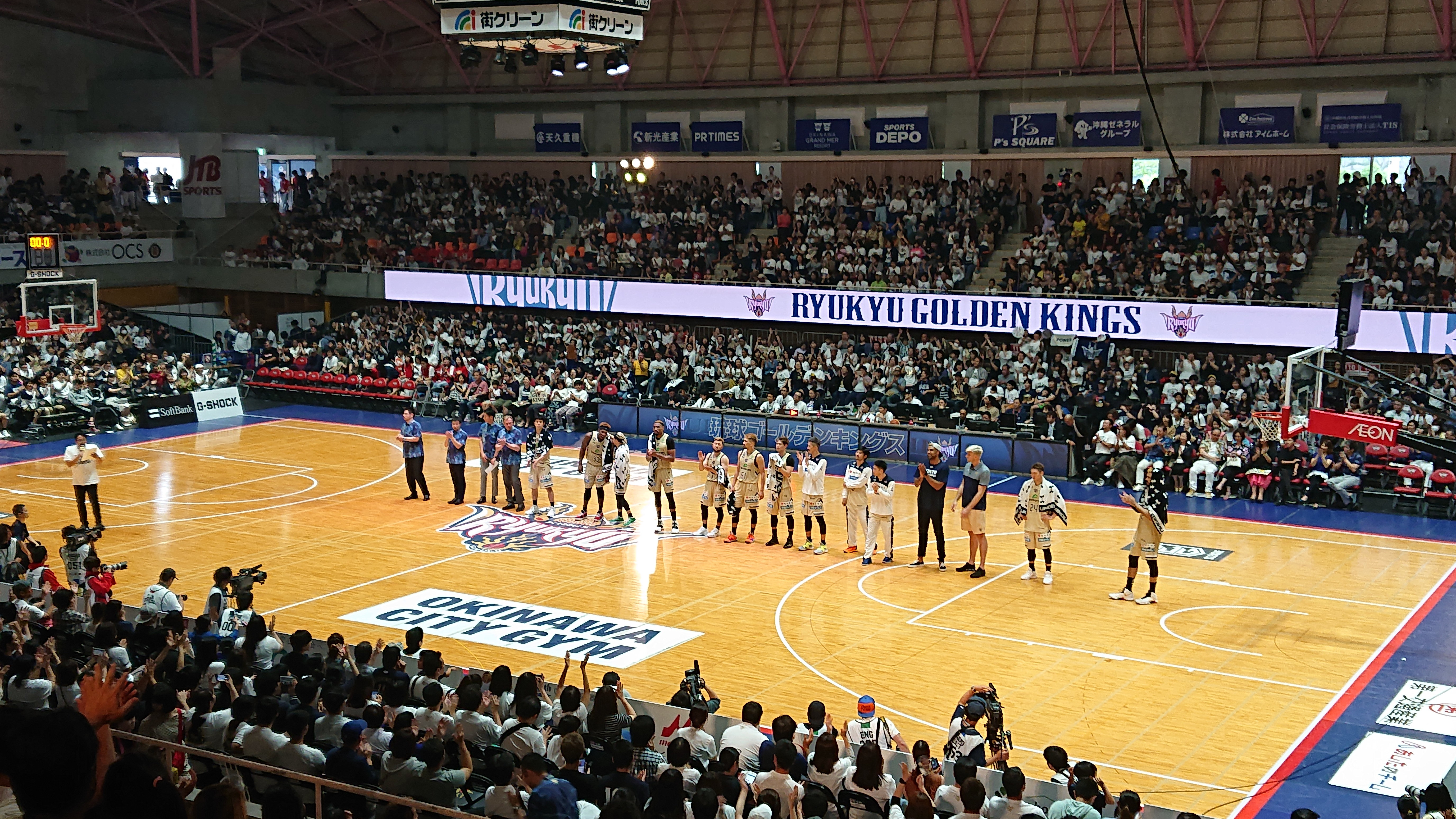
Ryukyu goldenkings vs. Nagoya Diamond Dolphins, gara due delle semifinali 2018-2019

Nel 2011 partecipa all'ABA Club Championship, un torneo asiatico organizzato dalla Asian Basketball Association, associazione privata indipendente dalla FIBA Asia, perdendo però in semifinale. Nella Bj league 2011-12, invece, i Kings arrivarono nuovamente alla finale per il titolo, dove si imposero per 89-73 sui campioni in carica da due anni dei Hamamatsu Higashi Mikawa Phoenix.
L'11 maggio 2014, i Kings divennero la prima squadra professionistica di pallacanestro nella storia del Giappone, a totalizzare più di 100.000 spettatori durante una stagione sportiva. Inoltre al termine della stagione 2013-14 della Bj league, la squadra si laureò campione della lega, per la terza volta, sconfiggendo in finale gli Akita Northern Happinets per 103-89.
Nella stagione 2015-2016, l'ultima stagione in cui si è disputata la Bj league, i Kings, dopo aver concluso al secondo posto la propria conference, nei play-off sono rimasti imbattuti fin dagli ottavi e dopo la vittoria contro i Toyama Grouses nella finale, per 86-74, hanno conquistato per la quarta volta, in nove edizioni in cui ha preso parte al campionato, il titolo di campioni della Bj league.
Dal 2016 la squadra gioca nella B.League, la massima serie del campionato giapponese di pallacanestro, nata dalla fusione delle precedenti leghe attive in Giappone. I Kings vennero anche scelti, in qualità di ultimi campioni della Bj league, per disputare la partita inaugurale della nuova lega contro gli Alvark Tokyo.
Nel settembre del 2018 partecipa al torneo internazionale dei The Terrific 12, giocatosi a Macao, dove riesce prima ad arrivare in finale e poi a vincere il torneo dopo aver sconfitto la squadra cinese dei Guangzhou Loong Lions, per 85-76; concludendo il torneo da imbattuta.
Nella stagione 2022-2023 dopo aver concluso, per il quarto anno consecutivo, al primo posto la Western Conference di B1 League; nei play-off dopo aver superato ai quarti di finale i Kawasaki Brave Thunders e nelle semifinali i Yokohama B-Corsairs, in entrambi i casi con un 2-0 nella serie, la squadra ha raggiunto le finali per il titolo dove, nella sfida giocata sempre al meglio delle tre partite, si è imposta per 96-93 in gara 1, dopo un doppio overtime, e per 88-73 in gara 2, conquistando la vittoria del primo titolo della B1 League.
Il 16 marzo 2025, dopo aver perso in finale nelle ultime due edizioni, i Kings si sono aggiudicati la vittoria della loro prima Coppa dell'Imperatore, dopo aver sconfitto in finale gli Alvark Tokyo, per 60-49.

## Arena

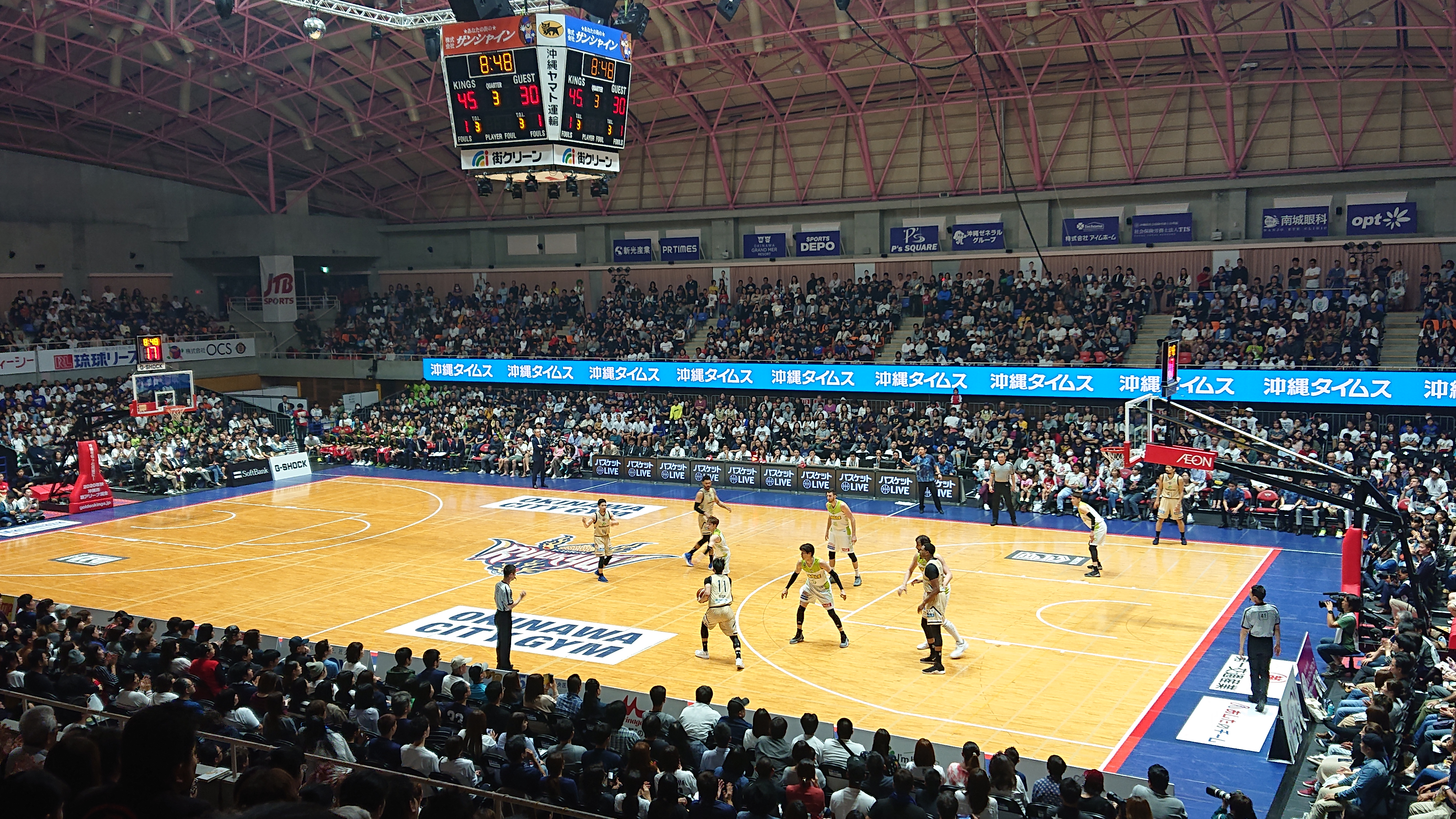
Ryukyu Goldenkings vs. Levanga Hokkaido all' Okinawa City Gymnasium, nel 2019

Dal 2010 al 2021 i Ryukyu Golden Kings hanno giocato le loro partite casalinghe presso l'Okinawa City Gymnasium, una struttura polifunzionale situata nel centro della città di Okinawa, inaugurata nel 2010, che può contenere fino a 2.200 spettatori.
Nel 2015 furono elaborati i piani per la costruzione dell'Okinawa Arena, una nuova struttura per la città di Okinawa 
e che potesse ospitare anche le partite dei Ryukyu Golden Kings. Nel 2016 è stato annunciato che la struttura sportiva sarebbe stata edificata sul sito occupato dall'arena di combattimento tra tori diOkinawa. Il sindaco della città, Sachiyo Kuwae, presentò il progetto ufficiale per l'arena polifunzionale da 10.000 posti, il 12 luglio 2016; il progetto prevedeva che la struttura avesse una superficie totale di 26.200 m² e con un costo complessivo per il realizzamento dell'opera in 17 miliardi di yen. 

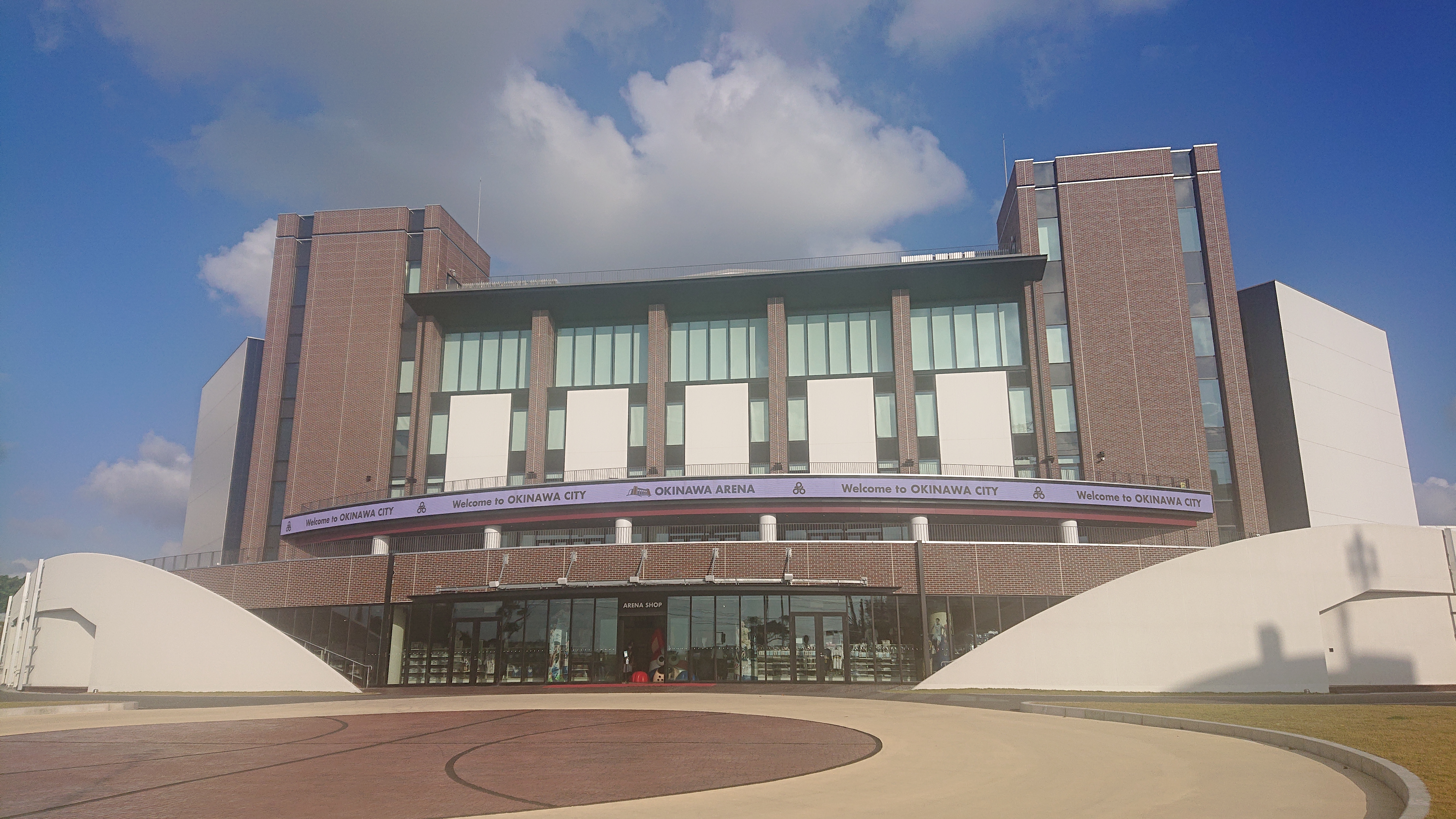
La facciata principale dell'Okinawa arena

Il 10 luglio 2019, l'Okinawa Arena Co., società appartente al gruppo Okinawa Basketball Co., che gestisce i Ryukyu Golden Kings, è stata designata come gestore dell'arena, dal 1º ottobre 2019 al 31 marzo 2025, per un totale di 5 anni e 6 mesi. Nello stesso giorno, i Ryukyu Golden Kings hanno annunciato un accordo di collaborazione con l'azienda di intrattenimento Avex, avviando iniziative nel settore dell'intrattenimento legato all'arena.
I lavori per la costruzione dell'arena hanno subito dei rallentamenti, prima a causa del ritrovamento di grandi quantità di rifiuti sotterrati sotto il sito di costruzione e poi a causa dell'impatto di un tifone nel 2019; questo ha fatto si che l'arena fosse terminata solo nel marzo 2021.
I Ryukyu Golden Kings avrebbero dovuto fare il loro esordio nel nuovo stadio con due partite, valide per la B.League 2020-2021, da giocare contro i SeaHorses Mikawa il 10 e 11 aprile 2021 ma, a causa della positività al COVID-19 di diversi atleti e componenti dello staff della squadra ospite, le partite vennero annullate. La società decise quindi di organizzare, per le stesse date, un evento interno che coinvolgeva sia la prima squadra che le squadre giovanili, per inaugurare la nuova arena.

## Palmarès

### Competizioni nazionali

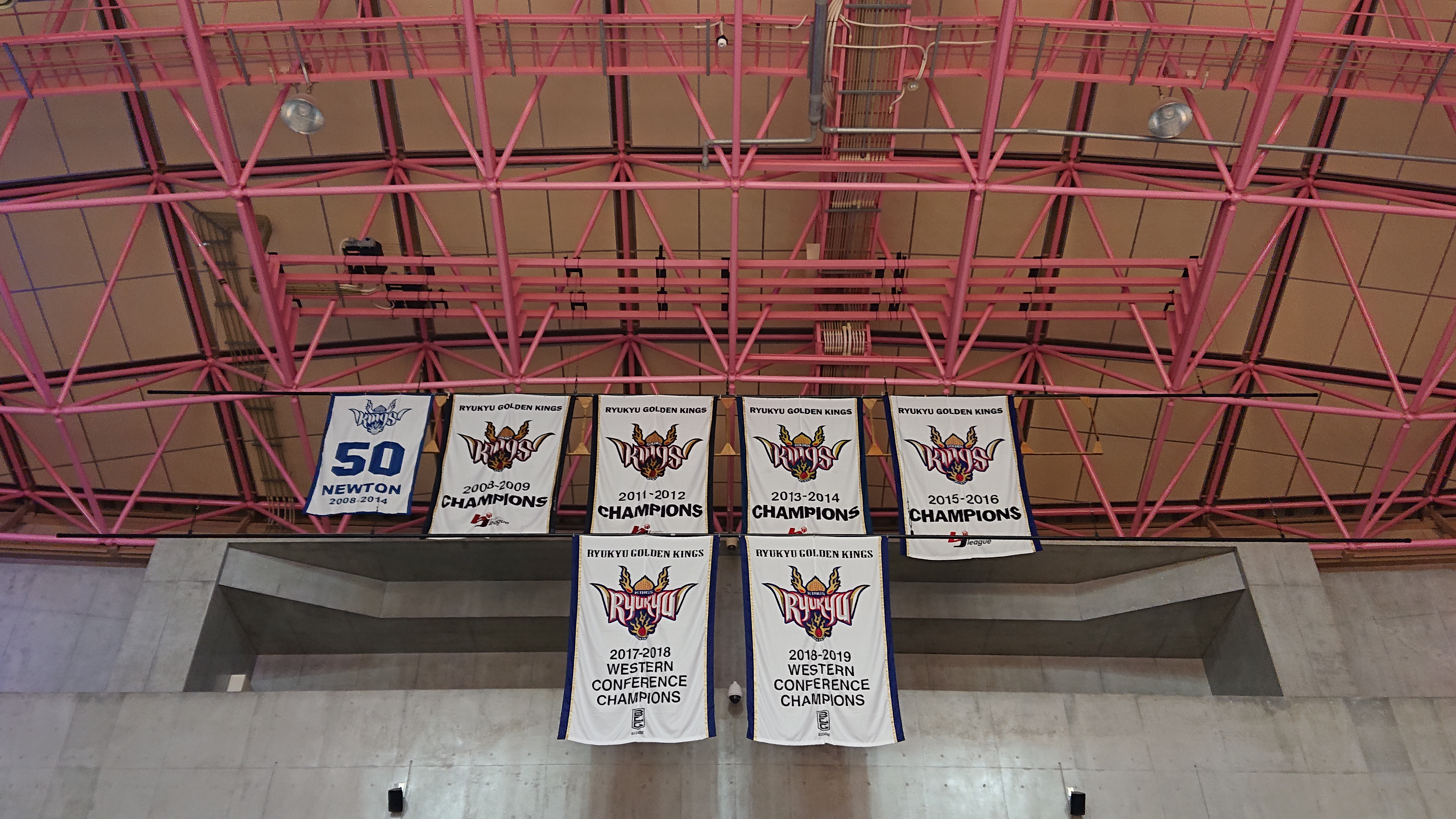
Banner dei titoli vinti dai Ryukyu Golden Kings, esposti all'Okinawa City Gymnasium

- B1 League: 1

2022-23
- Bj league: 4

2008-09, 2011-12, 2013-14, 2015-16
- Coppa dell'Imperatore: 1

2025

### Competizioni internazionali
- The Terrific 12: 1

2018

## Organico attuale
Organico per la stagione sportiva 2024-2025
| Roster Ryukyu Golden Kings 2024-2025. | Roster Ryukyu Golden Kings 2024-2025. |
| Giocatori                             | Staff tecnico                         |
| ------------------------------------- | ------------------------------------- |

| N. | Naz.                                         | Ruolo | Nome                | Anno | Alt.   | Peso   |  |
| -- | -------------------------------------------- | ----- | ------------------- | ---- | ------ | ------ |  |
| 3  | Giappone (bandiera)                          | PG    | Tatsuya Ito         | 1994 | 173 cm | 70 kg  |  |
| 4  | Stati Uniti (bandiera)                       | AP    | Vic Law             | 1995 | 201 cm | 95 kg  |  |
| 8  | Giappone (bandiera)                          | AP    | Yoshiya Uematsu     | 1998 | 190 cm | 85 kg  |  |
| 10 | Giappone (bandiera)                          | G     | Hayate Arakawa      | 1997 | 182 cm | 80 kg  |  |
| 12 | Stati Uniti (bandiera)                       | AG    | Keve Aluma          | 1998 | 206 cm | 104 kg |  |
| 14 | Giappone (bandiera)                          | PG    | Ryuichi Kishimoto   | 1990 | 176 cm | 72 kg  |  |
| 15 | Giappone (bandiera)                          | G     | Yoshiyuki Matsuwaki | 1997 | 185 cm | 80 kg  |  |
| 17 | Giappone (bandiera)                          | PG    | Shuto Sakihama      | 2005 | 178 cm | 84 kg  |  |
| 18 | Giappone (bandiera)                          | AP    | Masahiro Waki       | 2002 | 193 cm | 88 kg  |  |
| 27 | Giappone (bandiera)                          | AG    | Kenta Whitaker      | 1997 | 202 cm | 106 kg |  |
| 34 | Giappone (bandiera)                          | G     | Shota Onodera       | 1994 | 182 cm | 78 kg  |  |
| 45 | Stati Uniti (bandiera)                       | C     | Jack Cooley         | 1991 | 206 cm | 122 kg |  |
| 47 | Giappone (bandiera)                          | PG    | Shogo Taira         | 1997 | 170 cm | 72 kg  |  |
| 53 | Stati Uniti (bandiera) · Giappone (bandiera) | C     | Alex Kirk           | 1991 | 211 cm | 111 kg |  |
| 47 | Giappone (bandiera)                          | G     | Ryunosuke Satori    | 2006 | 187 cm | 77 kg  |  |

| Allenatore |
| - Dai Oketani |
| Assistente/i |
| - Takahiro Morishige - Kensuke Hosaka - Anthony McHenry - Keith Richardson Legenda - (C) Capitano - Infortunato Roster |

## Cestisti

### Cestisti celebri

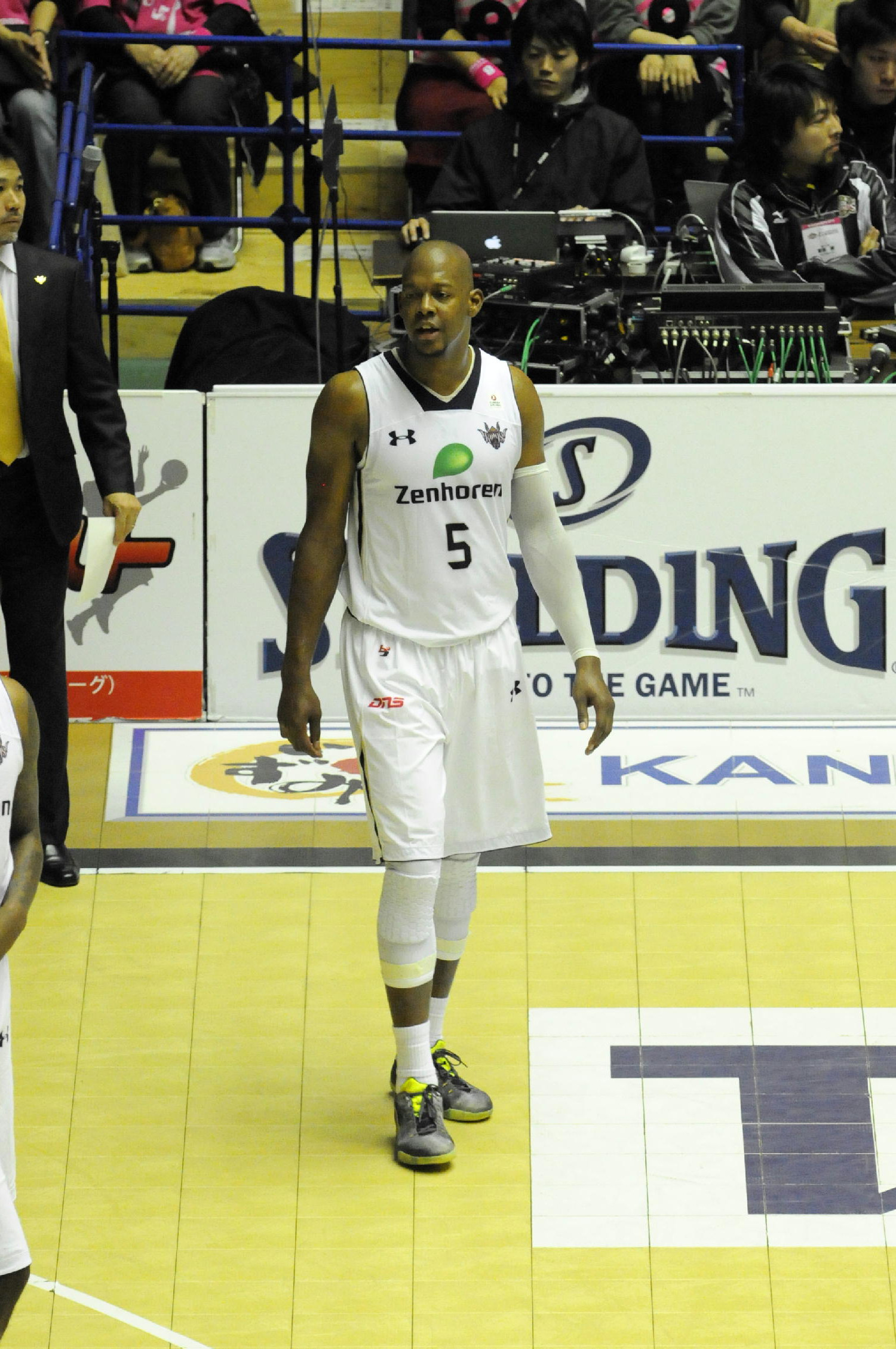
Anthony McHenry, giocatore dei Kings dal 2008 al 2017, ed attuale assistente della squadra

- Taketo Aoki
- Hilton Armstrong
- Chris Ayer
- Jeff Ayres
- De'Mon Brooks
- Ira Brown
- Mo Charlo
- Jack Cooley
- Josh Duncan
- Allen Durham
- Amanze Egekeze
- Dwayne Evans
- Takatoshi Furukawa
- Gary Hamilton
- Lamont Hamilton
- Ryōma Hashimoto
- Takumi Ishizaki
- Kevin Jones

- Anthony Kent
- Alex Kirk
- Abdullahi Kuso
- Vic Law
- George Leach
- Hassan Martin
- Anthony McHenry
- Scott Morrison
- Eugene Phelps
- Evan Ravenel
- Josh Scott
- Cedric Simmons
- Dillion Sneed
- Reyshawn Terry
- Kim Tillie
- Jason Washburn
- Hugh Watanabe
- Terrance Woodbury

## Allenatori

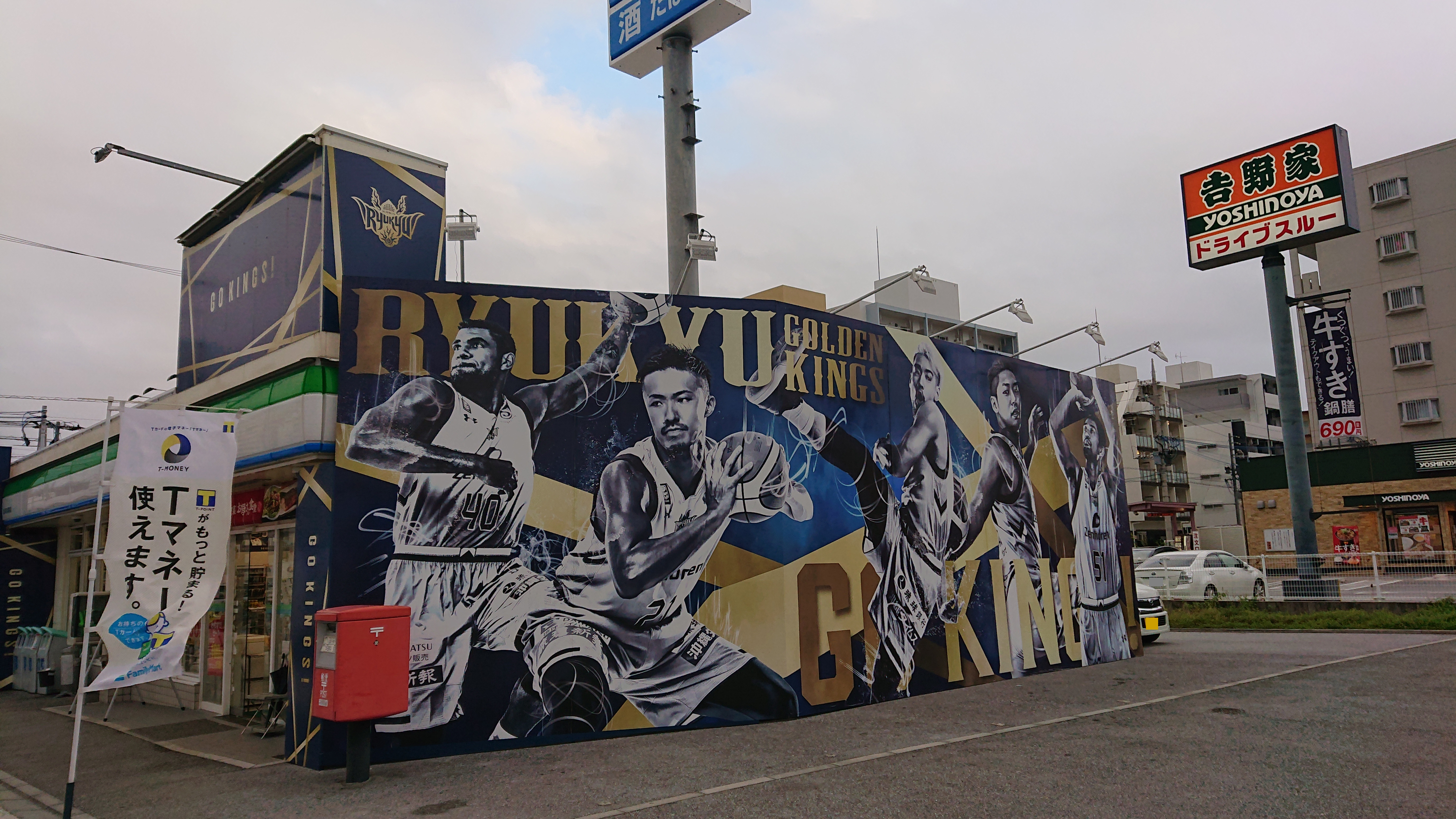
Un murales dedicato ai Kings ad Okinawa

| Nome              | Periodo          | Trofei                                               |
| ----------------- | ---------------- | ---------------------------------------------------- |
| Hernando Planells | 2007 - 2008      |                                                      |
| Dai Oketani       | 2008 - 2012      | 2 Bj league (2008-09, 2011-12)                       |
| Koto Toyama       | 2012 - 2013      |                                                      |
| Tsutomu Isa       | 2013 - 2017      | 2 Bj league (2013-14, 2015-16)                       |
| Norio Sassa       | 2017 - 2019      | 1 The Terrific 12 (2018)                             |
| Takuma Ito        | 2019 - 2021      |                                                      |
| Dai Oketani       | 2021 - in carica | 1 B.League (2022-23), 1 Coppa dell'Imperatore (2025) |